# Bazylika św. Apolinarego przy Termach
Bazylika św. Apolinarego przy Termach (wł. Sant' Apollinare alle Terme Neroniane-Alessandrine, łac. Sancti Apollinaris ad Thermas Neronianas-Alexandrinas) – rzymskokatolicki kościół tytularny w Rzymie.
Świątynia ta jest kościołem rektoralnym parafii Sant’Agostino in Campo Marzio oraz kościołem tytularnym, mającym również rangę bazyliki mniejszej. Jest też kościołem stacyjnym z szóstego czwartku wielkiego postu.

## Lokalizacja
Kościół znajduje się w V Rione Rzymu – Ponte przy Piazza di Sant'Apollinare 49, w pobliżu Placu Navona i Palazzo Altemps.

## Patron
Patronem świątyni jest św. Apolinary – pierwszy biskup Rawenny. Poniósł on śmierć męczeńską za wiarę chrześcijańską w I lub II wieku.

## Historia
Choć po raz pierwszy kościół był wzmiankowany w 780 w spisie papieża Hadriana I, to pierwsza świątynia powstała zapewne już w VII wieku i być może osiedli przy niej bazylianie, uciekający z Konstantynopola przed prześladowaniami w dobie ikonoklazmu. W późnym średniowieczu była obsługiwana przez kolegium kanoników. W latach 1574–1773 kościół należał do zakonu jezuitów, którzy w sąsiednim dawnym kardynalskim Pałacu św. Apolinarego (wł. Palazzo dell'Apollinare) prowadzili, założone z inicjatywy św. Ignacego Loyoli, Kolegium Niemieckie, wkrótce przekształcone w Kolegium Niemiecko-Węgierskie.
Na zlecenie papieża Benedykta XIV w latach 1741–1742 architekt Ferdinando Fuga przebudował świątynię. Po kasacie Towarzystwa Jezusowego, w 1773 r. kościół objęli Księża Misjonarze (Lazaryści) i prowadzili diecezjalne seminarium duchowne – łac. Seminarium Romanum. Papież Benedykt XV umieścił w pałacu Papieski Instytut św. Apolinarego, do którego uczęszczali m.in. przyszli papieże Pius XII i Jan XXIII, a wielu alumnów uzyskało godność kardynalską.
W dniu 16 marca 1984 roku kościół otrzymał godność bazyliki mniejszej od papieża Jana Pawła II.
Po dalszych zmianach funkcji dawnego pałacu, od 1990 bazylika należy do prałatury personalnej Opus Dei jako kościół akademicki Uniwersytetu św. Krzyża. W 2008 zakończono restaurację wnętrza.

## Architektura
Bazylika św. Apolinarego jest budowlą późnobarokową, o skromnej bezwieżowej fasadzie. Wnętrze jest jednonawowe, z dwoma szeregami bocznych kaplic i z kopułą wznoszącą się między nawą a prezbiterium. Z tego czasu pochodzi jednolite wyposażenie, m.in. ołtarz główny (autorstwa Bernardina Ludovisiego) i figura św. Franciszka Ksawerego (autorstwa Pierre'a Le Grosa). Srebrny krucyfiks i świeczniki ołtarzowe są dziełem Luigiego Valadiera. Malowidło Chwała św. Apolinarego na sklepieniu wykonał Stefano Pozzi.

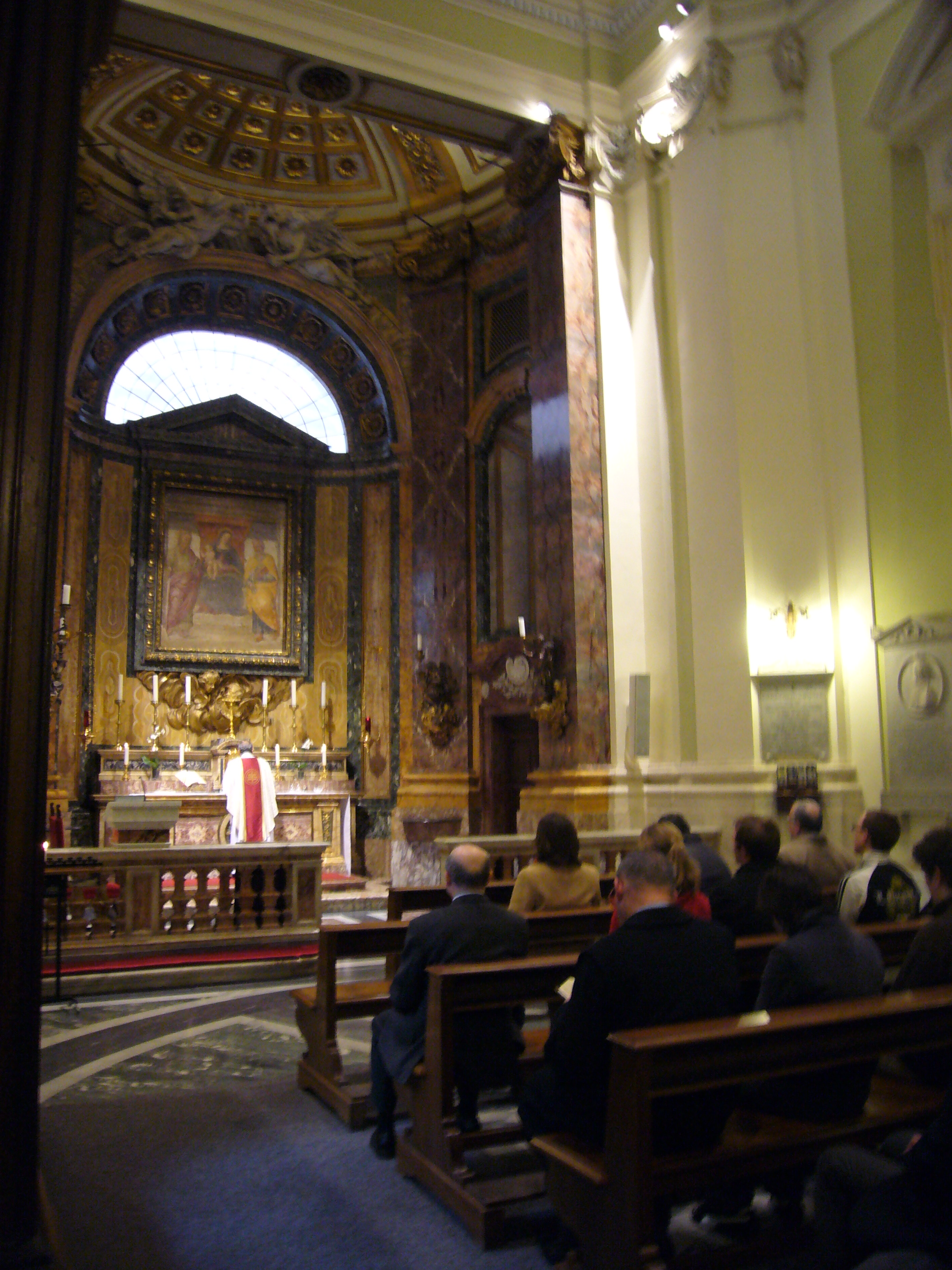
Kaplica z obrazem Matki Bożej

W osobnej kaplicy przy wejściu jest czczony wizerunek Madonny z Dzieciątkiem ze śś. Piotrem i Pawłem. Jest to renesansowy fresk, ukryty przed zniszczeniem podczas najazdu francuskiego w 1494 roku (lub Sacco di Roma w 1527), którego powtórne odsłonięcie wskutek trzęsienia ziemi w 1645 lub w 1647 roku uznano za cudowne. Marmurową ramę wraz z figurami cherubinów wyrzeźbił Peter Anton von Verschaffelt. W bazylice złożono relikwie świętych męczenników: Tyburcjusza (wspomnienie 11 sierpnia) oraz Eustracjusza i Orestesa z towarzyszami (wspomnienie 13 grudnia).

### Kaplice boczne
Kaplica św. Alojzego Gonzagi
Pierwsza kaplica po prawej stronie poświęcona jest św. Alojzemu Gonzadze, wizerunek świętego w ołtarzu jest autorstwa Ludovico Mazzanti.
Kaplica św. Józefa
Druga kaplica po prawej stronie dedykowana została św. Józefowi. W ołtarzu umieszczono Święta Rodzinę z Aniołami Giacomo Zobolli.
Kaplica św. Franciszka Ksawerego
Trzecia kaplica po prawej stronie poświęcona jest św. Franciszkowi Ksaweremu. Umieszczono w niej marmurową figurę świętego autorstwa Pierre'a Legrosa.
Kaplica św. Jana Nepomucena
Pierwsza kaplica po lewej stronie poświęcona jest św. Janowi Nepomucenowi. Ołtarz jest dziełem Placido Costanzi.
Kaplica św. Josemarii Escrivá
Druga kaplica po lewej stronie poświęcona jest św. Josemarie Escrivá, założycielowi Opus Dei. Wcześniej kaplica ta była poświęcona Krucyfiksowi. Obraz w ołtarzu przedstawia świętego odprawiającego mszę, jest dziełem Angelo Zarcone.
Kaplica św. Ignacego Loyoli
Trzecia kaplica po lewej stronie dedykowana została św. Ignacemu Loyoli. Obraz w ołtarzu, dzieło Carlo Marchionni, przedstawia patrona kaplicy czczącego Madonnę. W kaplicy św. Ignacego znajduje się nagrobek uczonego archeologa Francesca Antonia Zaccariego (zm. 1795). Nagrobek kardynała Gaetana Bediniego (zm. 1864) ufundowała polska rodzina Husarzewskich.

### Krypta
W krypcie spoczywa m.in. kompozytor epoki baroku Giacomo Carissimi (1647) i kardynał Domenico Iorio (1867–1954). W 1990 za dyspensą wikariusza generalnego Rzymu, kardynała Uga Polettiego w niejasnych okolicznościach w krypcie został pochowany Enrico De Pedis, ostatni przywódca gangu zwanego wł. Banda della Magliana, co tłumaczono jego filantropią na rzecz biednych mieszkańców stolicy. W maju 2012 roku dokonano ekshumacji szczątków De Pedisa w związku ze śledztwem ws. zaginięcia Emanueli Orlandi. Następnie jego grób został usunięty z krypty.

## Kardynałowie
Kościół św. Apolinarego jest jednym z tytularnych kościołów kardynalskich. Po raz pierwszy stał się takim w latach 30. XII wieku za sprawą antypapieża Anakleta II, ale tylko na kilka lat. Następnie status ten przywrócił mu Leon X 6 lipca 1517 roku (Titulus Sancti Apollinaris), ale już 13 kwietnia 1587 roku Sykstus V ponownie go tego pozbawił (przenosząc tytuł do innego kościoła). Pius XI 26 maja 1929 roku po raz kolejny ustanowił go kościołem kardynalskim (ale z nieco zmienioną nazwą jako Titulus Sancti Apollinaris ad Thermas Neronianas-Alexandrinas). Za Anakleta II oraz w XVI wieku był to tytuł prezbiterialny, natomiast obecnie (podobnie jak po 1139) jest diakonią.
- Crescenzio (prezbiter 1130–1137)
- Guido de Castro Ficeclo (diakon 1139–1147?)

Kardynałowie-prezbiterzy:

- Giovanni Battista Pallavicino (1517–1524)
- Giovanni Domenico de Cupis (1524–1529)
- Antonio Sanseverino OSIoHieros (1530–1534)
- Agostino Spinola (1534–1537)
- Giacomo Simoneta (1537–1539)
- Gasparo Contarini (1539–1542)
- Uberto Gambara (1542–1544)
- Niccolò Ardinghelli (1545–1547)
- Robert de Lénoncourt (1547–1555)
- Charles I de Guise de Lorraine (1555–1575)
- vacat (1574-1587)
- 1587 tytuł zlikwidowany

Kardynałowie-diakoni:
- vacat (1929–1935)
- Domenico Jorio (1935–1954, od 1946 jako tytuł prezbiterialny pro illa vice)
- Domenico Tardini (1958–1961)
- Joaquín Anselmo María Albareda OSB (1962–1966)
- Pericle Felici (1967–1982, od 1979 jako tytuł prezbiterialny pro illa vice)
- Aurelio Sabattani (1983–2003, od 1993 jako tytuł prezbiterialny pro illa vice)
- Jean-Louis Tauran (2003–2018, od 2014 jako tytuł prezbiterialny pro illa vice)
- Raniero Cantalamessa OFM Cap (2020–)